# Dioptrie
Dioptrie je jednotka optické mohutnosti sférické čočky nebo zakřiveného zrcadla, definovaná jako převrácená hodnota ohniskové vzdálenosti. Má tedy rozměr m−1. Používá se hlavně v oční optice. V mezinárodní soustavě SI není uvedena a nemá mezinárodně stanovenou zkratku; běžně se používá zkratka dpt nebo D.
Slovem Dioptrice označil Johannes Kepler svůj spis o geometrické optice, název dioptrie navrhl francouzský oční lékař F. Monoyer roku 1872.

## V praxi
Z definice vyplývá, že čočka s ohniskovou vzdáleností (f) 1 m má optickou mohutnost 1 dioptrie, čočka s f = 2 m má mohutnost 0,5 dioptrie, při f = 0,1 m se jedná o 10 dioptrií apod. Výhoda údaje daného v dioptriích místo ohniskové vzdálenosti spočívá v tom, že pro tenké na sebe přiložené čočky platí, že jejich souhrnná optická mohutnost přibližně odpovídá součtu mohutností jednotlivých čoček. Mohutnosti spojných čoček se přitom počítají jako kladné, rozptylných jako záporné, a takto se i sčítají (takže např. výsledná mohutnost na sebe přiložené spojné čočky o síle +5 D a rozptylné o síle –3 D činí zhruba +2 D).
Při vzájemném oddalování čoček se optická mohutnost celého systému zvyšuje (v kladném směru). Proto např. kontaktní čočky pro korekci krátkozrakosti bývají o něco slabší než brýle téhož nositele, neboť záporná dioptrická síla brýlí musí kromě samotné refrakční vady kompenzovat ještě vzdálenost skla od oka, která je u kontaktní čočky zanedbatelná. U dalekozrakosti (vyžadující kladnou korekci) je tomu naopak, tam se vzdáleností čočky od oka síla korekce stoupá.
Na změně optické mohutnosti (a tedy i ohniskové vzdálenosti) systému čoček při změně jejich vzájemné vzdálenosti jsou založeny také optické přístroje jako teleobjektiv, transfokátor, různé dalekohledy apod. 

## Lidské oko
Zdravé (emetropické) lidské oko má v klidovém stavu optickou mohutnost asi 60 dioptrií, což odpovídá ohniskové vzdálenosti asi 17 mm – v zásadě jde o vzdálenost napříč okem od čočky k sítnici. Při zaostřování na blízko se tato mohutnost roztažením čočky snižuje, a to v mládí až o 20 dioptrií, v dospělosti už jen asi o 10 a zhruba od 50 let věku (tato hodnota individuálně kolísá o desítky let) už pouze nepatrně. Toto vyhasínání akomodační schopnosti čočky (presbyopie) je přirozené a kompenzuje se spojnými brýlemi („na čtení“).
Pokud oko nedokáže samo zaostřit na nějakou (příp. na žádnou) vzdálenost, jedná se o refrakční vadu, která se podle své povahy koriguje brýlemi nebo kontaktními čočkami, a to při krátkozrakosti (myopii) rozptylnou čočkou, při dalekozrakosti (hypermetropii) spojnou čočkou. Síla těchto vad se vyjadřuje v dioptriích příslušné korekce, tedy u krátkozrakosti minusové hodnoty, u dalekozrakosti plusové. Obě tyto skupiny vad bývají nejčastěji způsobeny nesprávnou velikostí oka (u krátkozrakosti příliš „dlouhé“, u dalekozrakosti naopak krátké), v menší míře tkví problém v samotné čočce.
Nejčastější korekce se pohybují v rozsahu cca do 3 dioptrií oběma směry. Pro tzv. střední krátkozrakost (myopia modica) je typická korekce –3 až –6 dioptrií, jako vysoká (gravis) se hodnotí –6 až –10. Těžká myopie může nabývat hodnot korekce okolo –15 nebo –20 dioptrií, výjimečně ještě více. Často se jedná o tzv. progresivní myopii, spojenou s patologickým růstem oka a degenerativními změnami na sítnici.
U dalekozrakosti se jako středně těžká vada hodnotí již rozmezí +2 až +6 dioptrií, vyšší korekce jsou už často spojené s jinými patologiemi. Při afakii (stav bez čočky, např. po operaci šedého zákalu) jinak normálního oka, činí potřebná kompenzace asi +11 dioptrií na dálku (plus adice na blízko, protože oko neakomoduje). Při nanoftalmii či mikroftalmii (vrozeně malé oko) však může potřebná korekce tuto hodnotu dalece převyšovat (+20 D i více).